# Pleopsidium
Pleopsidium is een geslacht van korstmossen dat behoort tot de familie Acarosporaceae. De typesoort is Pleopsidium chlorophanum.

## Soorten
Volgens Index Fungorum telt het geslacht vijf soorten (peildatum februari 2021):
| Soortnaam                | Auteur(s)                      | Publicatiejaar |
| ------------------------ | ------------------------------ | -------------- |
| Pleopsidium chlorophanum | (Wahlenb.) Zopf                | 1895           |
| Pleopsidium discurrens   | (Zahlbr.) Obermayer            | 1996           |
| Pleopsidium gobiense     | (H. Magn.) Hafellner           | 1993           |
| Pleopsidium oxytonum     | (Ach.) Rabenh.                 | 1857           |
| Pleopsidium stenosporum  | (Stizenb. ex Hasse) K. Knudsen | 2011           |